# Georges Polier de Bottens
Georges Polier de Bottens, auch Georges-Pierre Polier de Bottens oder Georges Polier (* 15. Dezember 1675 anderes Datum 29. Dezember 1675 in Lausanne; † 28. Oktober 1759 anderes Datum 23. Oktober 1759 ebenda), war ein Schweizer evangelischer Theologe und Hochschullehrer.

## Leben

### Familie
Georges Polier de Bottens entstammte dem alten adeligen Geschlecht Polier, das ursprünglich in der französischen Landschaft Rouergue ansässig war und als hugenottische Flüchtlinge nach Lausanne gekommen waren. Er war der Sohn von Jean-Pierre Polier de Bottens (* 1630; † 1677), Oberstleutnant der Waadtländer Milizen sowie, und dessen Ehefrau Jeanne, Tochter von Pierre Loys. Seine Mutter heiratete am 14. September 1667 in zweiter Ehe Jean Louis Gaudard (1656–nach 1734), Berater des preußischen Königs Friedrich I.; er hatte noch vier leibliche Geschwister.
Sein Grossvater war Jean Pierre Polier de Bottens (* 1595; † nach 22. Mai 1673), Bürgermeister von Lausanne und sein Neffe war der Theologe Antoine-Noé de Polier de Bottens.
In erster Ehe heiratete Georges Polier de Bottens 1704 Anne, Tochter von Antoine Alies de Caussade (1630–1717), sie entstammte einer alten Adelsfamilie aus der Landschaft Rouergue, die seit 1575 in Lausanne ansässig war; gemeinsam hatten sie zwei Kinder, zu diesen gehörte auch sein Sohn Antoine Polier de Saint-Germain (* 15. Juni 1705 in Lausanne; † 3. September 1797 ebenda), Bürgermeister von Lausanne.
In zweiter Ehe heiratete er 1711 Suzanne (* 1663; † 21. März 1714 in Lausanne), Tochter von Scipion de Brun de Castellane (* 1636; † 6. März 1709 in Lausanne), gemeinsam hatten sie eine Tochter.
Beide Ehefrauen waren ebenfalls hugenottische Flüchtlinge.

### Werdegang
Georges Polier de Bottens begann am 6. Mai 1689 mit einem Theologiestudium an der Académie de Lausanne und vom 27. März 1695 bis 5. November 1696 setzte er seine Ausbildung mit einem Studium an der Académie de Genève fort; am 30. November 1695 promovierte er zum Doktor der Moraltheologie und im Dezember 1700 erfolgte seine Ordination in der Kirche St. Germain in Genf.
Von 1701 bis 1702 war er Subdiakon in Lausanne, bevor er 1702 als Professor für Griechisch und Moraltheologie an die Akademie Lausanne berufen wurde, worauf er von 1703 bis zu seinem Tod als Professor für Hebräisch und Katechese tätig war; in dieser Zeit war er von 1708 bis 1711, 1724 bis 1727 und von 1742 bis 1743 Rektor der Akademie.

### Geistliches und berufliches Wirken
1722 wurde Georges Polier de Bottens, um seine Stellung zu behalten, dazu gezwungen, die Consensus Helveticus zu unterschreiben, bei der es sich um einen Text handelte, der die protestantische Orthodoxie gegen die neuen theologischen Ideen der Akademie von Saumur verteidigte und von allen Pfarrern und Professoren unterschrieben werden musste, die zum Kirchendienst zugelassen werden wollten.
1726 gründete er, gemeinsam mit seinem Freund Gabriel Seigneux de Correvon (1695–1775) die Armenschule Écoles de Charité in Lausanne, aus der zahlreiche Schullehrer hervorgingen.
Er gab auch Privatunterricht im Pfarrerseminar für die französische evangelische Kirche in Lausanne, das von Antoine Court geleitet wurde.
Er stand unter anderem im Briefverkehr mit dem Mediziner und Naturwissenschaftler Albrecht von Haller.

## Mitgliedschaften
Georges Polier de Bottens war seit 1718 Mitglied der Société anglaise pour la propagation de l’Evangile chez les païens (Englische Gesellschaft für die Ausbreitung des Evangeliums unter den Heiden).

## Schriften (Auswahl)
- La Liturgie des Ecoles de Charité de Lausanne ou le Service divin qui s'y fait chaque jour. Lausanne 1747.
- Denis Diderot, Georges-Pierre-G. Polier de Bottens: Pensées Chretiennes Mises En Parallele, Ou En Oppostion Avec les Pensées Philosophiques. Rouen 1747.
- Le nouveau Testament mis en catéchisme par demandes et par réponses.
  - Band 1. Lausanne 1756.
  - Band 2. Lausanne 1756.
- La sainte écriture de l’ancien Testament exposée et éclaircie par demandes et par réponses.
  - Band 1–2. Lausanne 1764.
  - Band 3–4. Lausanne 1764.
  - Band 5–6. Lausanne 1764.
  - Band 7–8. Lausanne 1765.
  - Band 9–10. Lausanne 1765.